# Bembidion expositum
Bembidion expositum är en skalbaggsart som beskrevs av Thomas Casey. Bembidion expositum ingår i släktet Bembidion och familjen jordlöpare. Inga underarter finns listade i Catalogue of Life.